# Millettia hedraeantha
Millettia hedraeantha är en ärtväxtart som beskrevs av Hermann August Theodor Harms. Millettia hedraeantha ingår i släktet Millettia och familjen ärtväxter. Inga underarter finns listade i Catalogue of Life.